# 瓦尔佐
瓦尔佐（義大利語：Varzo），是意大利韦尔巴诺-库西亚-奥索拉省的一个市镇。总面积97平方公里，人口2150人，人口密度22.2人/平方公里（2009年）。ISTAT代码为103071。